# بین‌النهرین (استان روم)
بین‌النهرین (به لاتین: Mesopotamia)، نام یکی از استان‌های روم و یکی از کم‌عمرترین استان‌های روم است که در زمان امپراتور روم تراژان در سال ۱۱۶–۱۱۷ و در زمان سپتیمیوس سوروس در سال ۱۹۸ میلادی تشکیل شد که میان امپراتوری روم و شاهنشاهی ساسانی دست به دست می‌شد تا آن که با فتح بین‌النهرین توسط اعراب، تحت کنترل خلافت راشدین درآمد.